# 우랄들쥐
우랄들쥐 또는 피그미들쥐(학명: Apodemus uralensis)는 붉은쥐의 일종이다. 아르메니아와 오스트리아, 아제르바이잔, 벨라루스, 불가리아, 중국, 크로아티아, 체코, 에스토니아, 조지아, 헝가리, 카자흐스탄, 라트비아, 리히텐슈타인, 리투아니아, 몽골, 몬테네그로, 폴란드, 루마니아, 러시아, 세르비아, 슬로바키아, 터키, 우크라이나에서 발견된다.

## 특징
작은 설치류로 꼬리 길이 65~110mm를 제외한 몸길이가 70~105mm이고, 발 길이는 17~22mm, 귀 길이는 12~15mm이다. 몸무게는 최대 28g이다. 등 쪽 털 색은 모래빛부터 불그스레한 갈색까지 다양하지만 배 쪽은 회색 털 바탕에 희다. 등과 배 쪽 털 색이 옆구리 쪽을 따라 뚜렷이 구별된다. 귀는 등 색과 같다. 다리는 희다. 꼬리 길이는 몸길이보다 짧고, 윗면은 갈색 아랫면은 희다. 핵형은 2n=48, FN=46이다.

## 생태
육상성 동물이다.

## 분포 및 서식지
중부 유럽과 동부 유럽, 러시아를 거쳐 중국 북서부 지역까지 분포한다. 숲과 삼림 지대 인근의 앞이 트인 환경에서 서식한다. 수원지를 따라서 발견될 수도 있다. 유럽에서 해발 1,400m 이하의 농경지와 건조 목초지, 습윤 숲에서 발견된다.

## 아종
7종의 아종이 알려져 있다.
- A. u. uralensis - 러시아 우랄 산맥부터 동쪽 노보시비르스크 지역까지, 카자흐스탄 북부.
- A. u. cimrmani (Vohralik, 2002) - 체코 북부와 서부.
- A. u. ciscaucasicus (Ognev, 1924) - 러시아 캅카스, 조지아, 아르메니아, 아제르바이잔, 이란 북부와 서부, 터키 북부.
- A. u. microps (Ktratochvil & Rosicky, 1952) - 독일, 체코, 오스트리아 동부, 헝가리, 세르비아 북부, 불가리아, 라트비아, 리투아니아 북부와 서부, 에스토니아 동부.
- A. u. mosquensis (Ognev, 1913) - 몰도바, 우크라이나, 벨라루스 동부, 러시아 서부.
- A. u. nankiangensis (Wang, 1964) - 중국 신장 위구르 자치구 북서부.
- A. u. tokmak (Severtzov, 1873) - 아프가니스탄 북부와 동부, 타지키스탄 동부, 투르크메니스탄, 카자흐스탄 북부와 동부.

## 보전 상태
널리 분포하고 흔하게 발견되며, 특별한 위협 요인이 없기 때문에 IUCN 적색 목록에서 "관심대상종"으로 분류하고 있다.